# دیوید ریگتر
دیوید ریگتر (روسی: Давид Ада́мович Ри́герт؛ زادهٔ ۱۲ مارس ۱۹۴۷) وزنه‌بردار اهل اتحاد جماهیر شوروی سوسیالیستی بود.
وی همچنین برندهٔ جوایزی همچون نشان دوستی شده‌است.
وی در مسابقات کشوری و بین‌المللی در مجموع برندهٔ ۷ مدال طلا، ۱ مدال برنز شده‌است.